# Oreleț, Sneatîn
Oreleț (în ucraineană Орелець) este un sat în comuna Ustea din raionul Sneatîn, regiunea Ivano-Frankivsk, Ucraina.

## Demografie
Componența lingvistică a localității Oreleț
     Ucraineană (99,87%)
     Alte limbi (0,13%)
Conform recensământului din 2001, majoritatea populației localității Oreleț era vorbitoare de ucraineană (99,87%), existând în minoritate și vorbitori de alte limbi.